# 池上礼一
池上 礼一（いけがみ れいいち、1983年7月12日 - ）は、千葉県千葉市出身の元サッカー選手。指導者。習志野高校及び仙台大学卒業。ポジションは主にミッドフィールダー（MF）。

## 来歴

### プロ入り以前
小学校1年生の時にサッカーを始める。習志野高校では主将を務め、高校総体でベスト8入りした。
2002年、仙台大学へ進学。1年次からレギュラーを獲得し、3年次に参加したデンソーカップでは、北海道・東北勢の中で唯一優秀選手に選出された。同年、ユニバーシアード日本代表として同大会で優勝。大学の同期は大橋良隆など。
2005年、JFA・Jリーグ特別指定選手として登録されFC東京に加入。ユーティリティー性を発揮しつつJサテライトリーグで2得点を挙げ、同年9月には翌2006年からの正式加入が発表された。

### 現役時代
2006年よりFC東京でプレー。同年の天皇杯4回戦バンディオンセ神戸戦にて公式戦初出場。グロインペイン症候群や左膝の負傷に苦しみつつも、地道に ボランチ やサイドバック で練習を重ねた。2007年終盤にボランチでリーグ戦先発デビュー。原博実監督から好評価を得たものの 原は同年限りで退任。2008年は再び控えに戻り、同年8月より、ザスパ草津へ期限付き移籍（2009年1月末まで）。同年限りでFC東京との契約は非更新となった（草津とも契約満了）。
2009年、FC刈谷へ移籍。刈谷では浮氣哲郎監督の下、JFL第1節高崎戦、同2節琉球戦で連続得点を挙げる 好スタートを見せたが、同13節鳥取戦で右脛・腓骨々幹部骨折の重傷を負い 戦線を離脱。2010年1月、上述の怪我の状態が芳しくないため刈谷から退団することが発表された。
実家に戻ってリハビリを行いながら復帰を目指し、2010年5月から浮氣がコーチとして所属するFC岐阜の練習に参加。6月2日に正式契約が発表された。岐阜では倉田安治監督から「ポジショニングがいいし、的確なコーチングが出来ることが大きい。タメを作ったり、パスとサポートも出来る」と評価され、ボランチのレギュラーに定着した。2011年は監督交代もあって出場機会を得られず、同年限りで退団。

### 現役引退後
2012年、現役引退とFC岐阜U-18のコーチ就任が発表された。また、岐阜放送にてFC岐阜の試合解説を担当。
2013年よりFC東京の下部組織でコーチに就任。2014年より明治大学サッカー部コーチを兼任。
2020年より立教大学体育会サッカー部の監督に就任。
2023年12月に退団が発表された。
2024年より立命館大学体育会サッカー部の監督に就任。

## エピソード
- 憧れの選手はカズ、ロベルト・バッジョ[1]、三浦文丈
- 目標の選手にはエドガー・ダーヴィッツを挙げる[2][4]。

## 所属クラブ
ユース経歴
- 千葉市立さつきが丘東小学校 (さつき東FC)[4]
- 千葉市立さつきが丘中学校[3]
- 習志野市立習志野高等学校[3]
- 仙台大学[3]
  - 2005年 FC東京 (特別指定選手)

プロ経歴
- 2006年 - 2008年 FC東京
  - 2008年8月 - 12月 ザスパ草津 (期限付き移籍)
- 2009年 FC刈谷
- 2010年6月 - 2011年 FC岐阜

## 個人成績
| 国内大会個人成績 | 国内大会個人成績 | 国内大会個人成績 | 国内大会個人成績 | 国内大会個人成績 | 国内大会個人成績 | 国内大会個人成績 | 国内大会個人成績 | 国内大会個人成績 | 国内大会個人成績 | 国内大会個人成績 | 国内大会個人成績 |
| 年度             | クラブ           | 背番号           | リーグ           | リーグ戦         | リーグ戦         | リーグ杯         | リーグ杯         | オープン杯       | オープン杯       | 期間通算         | 期間通算         |
| 年度             | クラブ           | 背番号           | リーグ           | 出場             | 得点             | 出場             | 得点             | 出場             | 得点             | 出場             | 得点             |
| 日本             | 日本             | 日本             | 日本             | リーグ戦         | リーグ戦         | リーグ杯         | リーグ杯         | 天皇杯           | 天皇杯           | 期間通算         | 期間通算         |
| ---------------- | ---------------- | ---------------- | ---------------- | ---------------- | ---------------- | ---------------- | ---------------- | ---------------- | ---------------- | ---------------- | ---------------- |
| 2004             | 仙台大           |                  | -                | -                | -                | -                | -                | 2                | 1                | 2                | 1                |
| 2005             | 仙台大           | 17               | -                | -                | -                | -                | -                | 2                | 0                | 2                | 0                |
| 2006             | FC東京           | 26               | J1               | 0                | 0                | 0                | 0                | 1                | 0                | 1                | 0                |
| 2007             | FC東京           | 16               | J1               | 2                | 0                | 1                | 0                | 1                | 0                | 4                | 0                |
| 2008             | FC東京           | 16               | J1               | 0                | 0                | 1                | 0                | -                | -                | 1                | 0                |
| 2008             | 草津             | 38               | J2               | 0                | 0                | -                | -                | 0                | 0                | 0                | 0                |
| 2009             | 刈谷             | 5                | JFL              | 11               | 3                | -                | -                | 0                | 0                | 11               | 3                |
| 2010             | 岐阜             | 29               | J2               | 16               | 0                | -                | -                | 1                | 0                | 17               | 0                |
| 2011             | 岐阜             | 29               | J2               | 0                | 0                | -                | -                | 0                | 0                | 0                | 0                |
| 通算             | 日本             | 日本             | J1               | 2                | 0                | 2                | 0                | 2                | 0                | 6                | 0                |
| 通算             | 日本             | 日本             | J2               | 16               | 0                | -                | -                | 1                | 0                | 17               | 0                |
| 通算             | 日本             | 日本             | JFL              | 11               | 3                | -                | -                | 0                | 0                | 11               | 3                |
| 通算             | 日本             | 日本             | 他               | -                | -                | -                | -                | 4                | 1                | 4                | 1                |
| 総通算           | 総通算           | 総通算           | 総通算           | 29               | 3                | 2                | 0                | 7                | 1                | 38               | 4                |

- 特別指定選手としての出場はなし。

出場歴
- 2006年11月05日：公式戦初出場 - 天皇杯4回戦 vsバンディオンセ神戸 (味の素)
- 2007年03月25日：ナビスコカップ初出場 - グループリーグ第2節 vs大分トリニータ (味の素)
- 2007年11月18日：Jリーグ初出場 - J1第32節 vsガンバ大阪 (味の素)[3]
- 2009年03月15日：JFL初出場・初得点 - JFL第1節 vsアルテ高崎 (刈谷)

## 代表歴
- ユニバーシアードサッカー日本代表
  - 2005年 - 第23回夏季ユニバーシアード (背番号6・4試合出場0得点)

## 指導歴
- 2012年 FC岐阜
  - 2012年 U-18コーチ
- 2013年 - 2019年 FC東京
  - 2013年 - 2018年 普及部コーチ
  - 2014年 - 2018年 明治大学体育会サッカー部コーチ (兼務)
  - 2019年 U-18コーチ
- 2020年 − 2023年 立教大学体育会サッカー部監督[31]